# Valverde (Lombardia)
Valverde (lombardul: Valverda) település Olaszországban, Lombardia régióban, Pavia megyében. Lakosainak száma 289 fő (2018. január 1.). Valverde Ruino, Val di Nizza, Varzi és Zavattarello községekkel határos.

## Népesség
A település lakossága az elmúlt években az alábbi módon változott:

| 2018 | 289 |